# Sōya
Sōya (japanska: しらせ) är en japansk isbrytare som är uppkallad efter förvaltningsområdet Sōya i Hokkaido prefektur.
Hon beställdes av Sovjetunionen år 1936 som delvis betalning för Japans konstruktionsarbete på
Sydmanchuriska järnvägen och byggdes vid Kawaminami Shipyard. Fartyget sjösattes som Volochaevets  år 1938 men övertogs av Tatsunan Kisen som lät utrusta henne till ett isbrytande lastfartyg och döpte henne Chiryō Maru.
Japanska flottan rekvirerade fartyget i november 1939 och döpte om henne till Sōya. Hon tjänstgjorde som ammunitionsfartyg under andra världskriget och ströks ur rullorna efter krigets slut. Sōya byggdes om för att kunna hämta hem trupper och passagerare från de områden Japan hade förlorat. Kanonerna togs bort och utrymmen för passagerare inreddes över och under däck.
År 1950 byggdes hon om till expeditionsfartyg för uppdrag i antarktis och några år senare byttes ångmaskinen ut mot två dieselmotorer. Hon försågs med  helikopterdäck och lagerutrymmen och företog flera resor till antarktis mellan 1956 och 1962. På sin andra resa evakuerade hon personal från forskningsstationen Syowa men tvingades lämna deras hundar kvar. Hon återvände året efter och räddade två av hundarna, Taro och Jiro, som hade överlevt vintern på egen hand.
Efter åren i antarktis återgick hon i tjänst som isbrytare med Hokkaido som hemmahamn. Hon togs ur tjänst år 1978 och förtöjdes som museifartyg framför Museum of Maritime Science i Tokyo. Hon är i stort sett i originalskick och öppen för allmänheten.